# Mesoleptus quadrituberculatus
Mesoleptus quadrituberculatus là một loài tò vò trong họ Ichneumonidae.